# 赫魯澤維察
49°28′33″N 26°49′21″E / 49.47583°N 26.82250°E

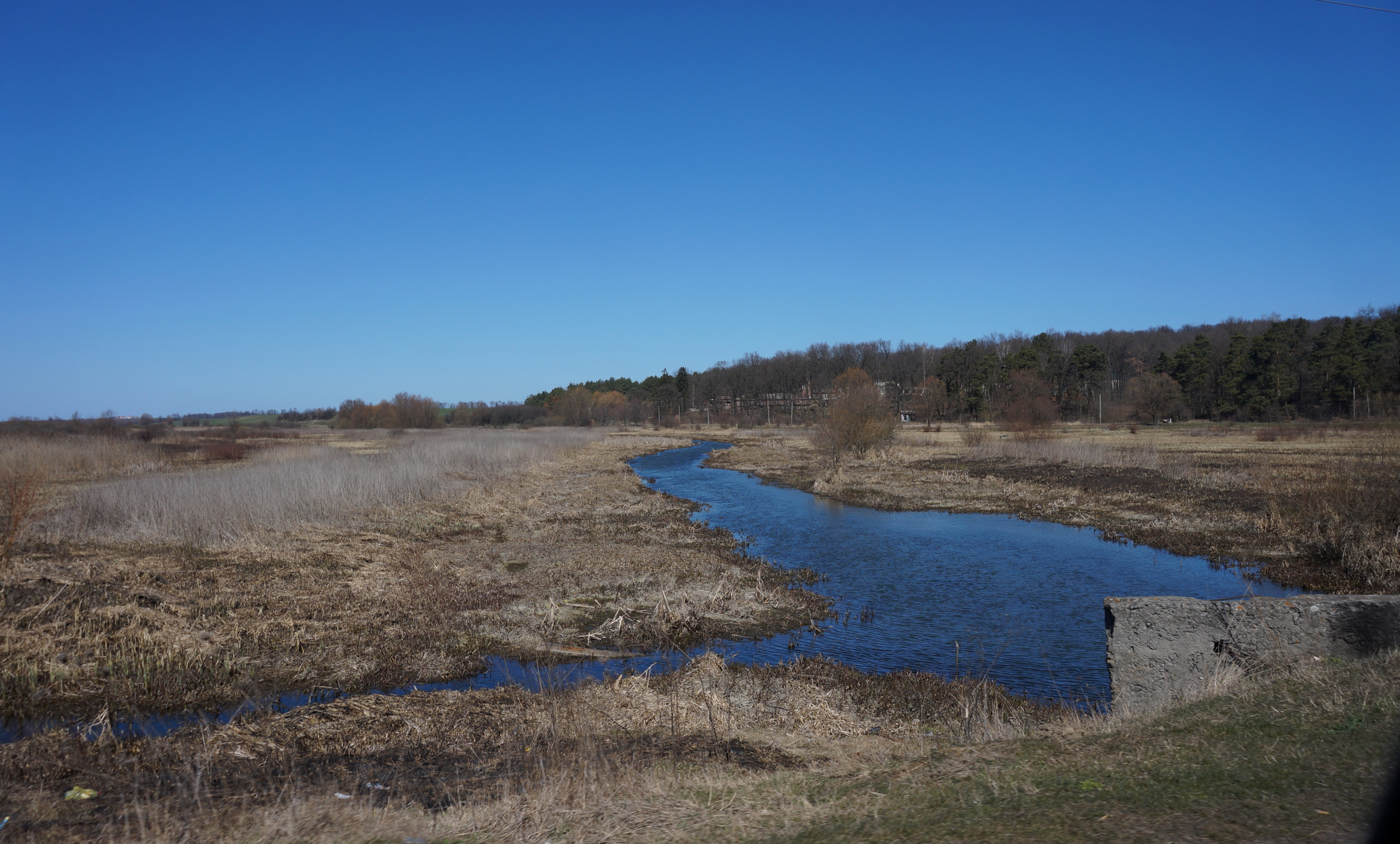

赫魯澤維察（烏克蘭語：Грузевиця）是位於烏克蘭西部的村莊，由赫梅利尼茨基州裡赫梅利尼茨基區的黑奧斯特里夫市鎮負責管轄。該村始建於1784年，面積10平方公里，海拔高度287米，人口2,036。